# Podomyrma elongata
Podomyrma elongata é uma espécie de formiga do gênero Podomyrma, pertencente à subfamília Myrmicinae.